# Muhammad Afzal Manna
Muhammad Afzal Manna (ur. 10 grudnia 1938, zm. 18 listopada 2017 w Lahaurze) – pakistański hokeista na trawie, medalista olimpijski.
Grał jako napastnik. Uczestniczył w Letnich Igrzyskach Olimpijskich 1964, na których zdobył srebrny medal. Wystąpił w ośmiu spotkaniach, w których strzelił cztery gole.
W latach 1958–1964 rozegrał w drużynie narodowej 19 spotkań, w których 12 razy trafiał do bramki rywala. Zdobył złoty medal Igrzysk Azjatyckich 1958.